# Nadors internationella flygplats
Nadors internationella flygplats (franska: Aéroport internationa de Nador/Arwi) är en flygplats i Marocko.   Den ligger i provinsen Nador och regionen Oriental, i den nordöstra delen av landet, 400 km öster om huvudstaden Rabat. Nadors internationella flygplats ligger 175 meter över havet.
Terrängen runt Nadors internationella flygplats är platt åt nordväst, men åt sydost är den kuperad. Runt Nadors internationella flygplats är det ganska tätbefolkat, med 120 invånare per kvadratkilometer. Närmaste större samhälle är Selouane, 12,2 km nordost om Nadors internationella flygplats. Trakten runt Nadors internationella flygplats består till största delen av jordbruksmark.